# Mirtha Reid
Pour les articles homonymes, voir Reid.
Mirtha Reid (1918-1981) est une actrice de théâtre et de cinéma uruguayenne. Née María Luisa Queirolo en Uruguay, elle passe la majeure partie de sa carrière en Argentine où elle joue principalement au théâtre, mais également dans plusieurs films.

## Filmographie
- 1938: Soltero soy feliz
- 1940: El haragán de la familia
- 1940: De México llegó el amor (es)
- 1943: Llegó la niña Ramona (es)
- 1943: Casa de muñecas
- 1943: Cuando florezca el naranjo (es)